# Свято-Никольский национальный храм-памятник
Свято-Никольский национальный храм-памятник при Всемирном торговом центре (англ. St. Nicholas National Shrine at the World Trade Center) — храм Американской архиепископии Константинопольской православной церкви, являющийся частью Всемирного торгового центра в Манхэттене, Нью-Йорк. Во время терактов 11 сентября 2001 года был разрушен. Новый храм был спроектирован испанским архитектором Сантьяго Калатравой и открыт 6 декабря 2022 года.

## История

Церковь Святого Николая, разрушенная в 2001 году

Здание, которое занимала церковь, было построено около 1832 года. В 1916 году основана греческая община святого Николая, в 1922 году купившая здание и переоборудовавшая его в храм. Здание было дополнено крестом и навершием с колоколом, а также крестами на фасаде. Ширина здания была всего 7 м, глубина — 17 м, высота — 11 м. Когда в 1972 году были построены 110-этажные башни Всемирного торгового центра, церковь стала совершенно малозаметным зданием на их фоне, труднодоступным для верующих. Община составляла 70 семей, во главе её стоял священник Иоанн Ромас. В церкви имелись частицы мощей Николая Мирликийского, Екатерины Александрийской и Саввы Сербского, подаренные американским грекам Николаем II (церковь в этом здании появилась уже после гибели императора). Эту церковь называли «забытым храмом» — до теракта только прихожане знали, что у подножия грандиозных башен прячется четырёхэтажное белое здание, увенчанное куполом и крестом.
Во время террористического акта 11 сентября 2001 года в здании никого не было; маленькая церковь была полностью погребена под Южной башней ВТЦ. Единственное здание, не относящееся к ВТЦ, которое было полностью уничтожено в тот день (два других здания, не относящихся к ВТЦ, были снесены из-за серьёзных повреждений). На развалинах удалось найти повреждённые иконы Дионисия Закинфского и Богоматери «Живоносный источник». Мощи утрачены.
Община и священник перешли в греческий собор Константина и Елены в Бруклине. Часть площадки Граунд-Зиро, где стояла церковь, в 2008 году продана за 20 миллионов долларов службе нью-йоркского порта.

## Восстановление
Греческая американская архиепископия в течение многих лет добивалась возможности построить новый храм. На протяжении лет проект восстановления этой церкви развивался медленно из-за постоянных споров между греческой архиепископией Америки и Портовым управлением Нью-Йорка и Нью-Джерси. Власти хотели использовать часть земли на улице Cedar Street, 155, где стоял первоначальный храм, для строительства подземной парковки, а Церковь хотела получить компенсацию за эту землю. После четырёхмесячного независимого технического исследования, на которое, при посредничестве офиса губернатора штата, согласились портовое управление и греческая архиепископия, заключившего, что храм может быть построен на прежнем месте, 14 октября 2011 года портовое управление Нью-Йорка и Нью-Джерси и греческая архиепископия Константинопольского патриархата в США подписали соглашение о реконструкции храма святителя Николая.
В самой Американской архиепископии также возникли разногласия по поводу будущего храма: архиепископ Димитрий (Тракателлис) заявлял, что представляет будущий проект не как приходской храм, а лишь как храм-памятник, в то время как небольшой, но активный местный приход был с этим не согласен и просил разрешение на участие в контроле за проектом.
Были получены предложения от 13 архитекторов. По словам архиепископа Димитрия (Тракателлиса), их проекты здания должны были выглядеть «подлинно церковными и одновременно современными и гармонировать с новым торговым центром». Отборочная комиссия единогласно выбрала проект всемирно известного архитектора Сантьяго Калатравы, согласно которому новый храм должен напоминать внутреннее и внешнее убранство церкви Святой Софии в Константинополе.
Изначально планировалось разместить церковь в Бруклине, но губернатор штата Нью-Йорк настоял на сохранении изначального месторасположения церкви (храм находился рядом с Южной Башней Всемирного Торгового центра). Церкви присвоено новое название Национальная Церковь Святого Николая, она будет также служить мемориальной церковью трагедии 11 сентября. Так как изначально в план застройки мемориального комплекса ВТЦ не входила перестройка церкви Святого Николая, то теперь она будет располагаться на бетонной постройке Комплекса безопасности Всемирного торгового центра, и за счёт яркого освещения ночью будет центральным элементом мемориального комплекса ВТЦ, вплотную прилегая к Парку Свободы, также расположенному на крыше комплекса безопасности.
14 октября 2014 было совершено освящение будущего места постройки архиепископом Греческой православной архиепископии. 28 августа 2015 года был залит первый бетон. В начале сентября началась установка опалубки цоколя церкви, которая будет иметь круглую форму. Строительство предполагалось завершить за два года. 6 декабря 2022 года храм был открыт.